# 마요스 데 나베호아
마요스 데 나베호아(스페인어: Mayos de Navojoa)는 멕시코 소노라주 나베호아를 연고지로 하는 프로 야구팀이다. 멕시코 태평양 리그 소속이며, 에스타디오 마누엘 에크베리아 야구장을 홈구장으로 사용하고 있다. 총 5회의 우승을 차지하였고, 2011년 캐리비안 시리즈에서 첫 우승을 차지하였다.

## 야구단 정보
| 감독     | 올란도 산체스 |
| 코칭스탭 | 호세 보호르헤스 · 페르난도 엘리존도 · 엑토르 헤레디아 · 메르세데스 에스케르 |
| 투수     | 알레한드로 게리도 · 알레한드로 아르멘타 · 티모시 거스타프슨 · 브라이언 애덤스 · 레오나르도 곤살레스 · 미사엘 발렌수엘라 · 제이슨 로웨이 · 플로렌시오 버스티요스 · 알레한드로 소토 · 윌리엄 비세라 · 카를로스 엘리자드 · 로돌포 곤살레스 · 호세 누네즈 · 마틴 소텔로 · 이그나시오 플로레스 |
| 포수     | 아단 무뇨즈 · 헤수스 알베르토 베가 · 루이스 엔리크 니에블라스 |
| 내야수   | 프란시스코 아리아스 · 웨스 티몬스 · 미겔 토레로트 · 오라시오 바스케스 · 올란도 아코스타 |
| 외야수   | 세르히오 콘트레라스 · 크리스티안 사수에타 · 맷 영 · 알레한드로 곤살레스 · 로드리고 아기르 · 호세 마시아스 |